# Вестернпорт (Меріленд)
Вестернпорт (англ. Westernport) — місто (англ. town) в США, в окрузі Аллегені штату Меріленд. Населення — 1812 особи (2020).

## Географія
Вестернпорт розташований за координатами 39°29′14″ пн. ш. 79°2′30″ зх. д. / 39.48722° пн. ш. 79.04167° зх. д. (39.487329, -79.041591).  За даними Бюро перепису населення США в 2010 році місто мало площу 2,32 км², з яких 2,26 км² — суходіл та 0,06 км² — водойми.

## Демографія
Згідно з переписом 2010 року, у місті мешкало 1888 осіб у 810 домогосподарствах у складі 532 родин. Густота населення становила 813 особи/км².  Було 1006 помешкань (433/км²).
Расовий склад населення:
| - 98,6 % — білих - 0,5 % — чорних або афроамериканців - 0,1 % — азіатів |

До двох чи більше рас належало 0,7 %. Частка іспаномовних становила 0,4 % від усіх жителів.
За віковим діапазоном населення розподілялося таким чином: 20,4 % — особи молодші 18 років, 58,4 % — особи у віці 18—64 років, 21,2 % — особи у віці 65 років та старші. Медіана віку мешканця становила 44,0 року. На 100 осіб жіночої статі у місті припадало 94,8 чоловіків;  на 100 жінок у віці від 18 років та старших — 92,8 чоловіків також старших 18 років.
Середній дохід на одне домашнє господарство  становив 55 387 доларів США (медіана — 45 320), а середній дохід на одну сім'ю — 69 396 доларів (медіана — 62 500). Медіана доходів становила 43 281 долар для чоловіків та 35 640 доларів для жінок. За межею бідності перебувало 13,7 % осіб, у тому числі 25,6 % дітей у віці до 18 років та 9,9 % осіб у віці 65 років та старших.
Цивільне працевлаштоване населення становило 853 особи. Основні галузі зайнятості: освіта, охорона здоров'я та соціальна допомога — 26,3 %, виробництво — 16,5 %, науковці, спеціалісти, менеджери — 14,4 %, роздрібна торгівля — 13,8 %.